# Millepora intricata
Millepora intricata là một loài san hô trong họ Milleporidae. Loài này được Milne Edwards mô tả khoa học năm 1857.